# صنایع وی‌اس‌تی
صنایع وی‌اس‌تی (انگلیسی: VST Industries) شرکت خوشه‌ای هندی است، که در سال ۱۹۳۰ تأسیس شد.